# Johan Fredrik Carlsson
Johan Fredrik Carlsson, född 14 september 1839 i Södra Vi församling, Kalmar län, död 19 maj 1910 i Omaha, Nebraska, USA, var en svensk hemmansägare och politiker.
Carlsson var ledamot av riksdagens andra kammare 1876–1890, invald i Sevede och Tunaläns domsagas valkrets. Han ägde fastigheten Norra Fågelhem nr 1 i Södra Vi med ett taxeringsvärde på 16 000 kr. Han gjorde konkurs 1890 och emigrerade därefter med sin familj till USA.